# ジャック・リーチャー NEVER GO BACK
『ジャック・リーチャー NEVER GO BACK』（ジャック・リーチャー ネバー・ゴー・バック、原題: Jack Reacher: Never Go Back）は、2016年製作のアメリカ合衆国のアクション映画。
リー・チャイルド原作の小説「ジャック・リーチャー」シリーズを実写映画化した『アウトロー』の続編。
トム・クルーズは前作に続いて主演（兼・製作）、監督は『ラスト サムライ』でも組んだエドワード・ズウィック。
この作品を最後にトム・クルーズは出演しない事を、原作者のリー・チャイルドが明かしている。

## あらすじ
オクラホマ州で、リーチャーは、軍の敷地内で犯罪を犯した、腐敗した保安官を憲兵隊に逮捕させる。リーチャーはワシントンD.C.に行き、電話で連絡を取っていた憲兵隊のスーザン・ターナー少佐に初めて会おうとするが、モーガン大佐からターナーがスパイ容疑で逮捕されたと聞かされる。アフガニスタンにおいて、二人の憲兵が殺された件が関係していると知る。また、キャンディス・ダットンという女性が、自分との間に15歳になる娘サマンサをもうけたと主張し養育費を請求していると聞かされる。
ターナーの弁護にあたるモアクロフト大佐が殺され、リーチャーが容疑者として逮捕される。同じ拘置所にいたターナーに二人の暗殺者が向かうが、リーチャーが倒してターナーと共に脱走する。二人はサマンサが危険にあると知り、彼女の住む家に向かうも里親は殺されている。二人はサマンサをターナーの通った私立学校に預けるも、サマンサが携帯電話を使ったために暗殺者に追跡されることを恐れ、学校を出る。サマンサはクレジットカードを生徒から盗んでいる。
ターナーの部下が、軍事会社のパラソースがアフガニスタンの事件に絡んでおり、ニューオーリンズに住むプルドムが目撃者であり、またモーガン大佐が殺され容疑がリーチャーにかかっていると電話で教える。三人はニューオーリンズに行く。リーチャーとターナーは、麻薬中毒になっているプルドムに会い、パラソースが違法活動を隠蔽するために二人の憲兵を殺し、ターナーに罪をなすりつけたと聞かされる。二人はターナーの友人のエスピン大尉を呼び出すも、パラソースの追っ手に襲われてプルドムは殺され、エスピンは怪我を負う。パラソースの幹部でもあるハークネス将軍は、リーチャーの弱みであるサマンサを捕らえるよう手下を送り出す。リーチャー、ターナー、エスピンはアメリカ国内に送り返された対戦車兵器の中から麻薬を見つけ、ハークネスが密輸していたことを知る。リーチャーとターナーはサマンサを救いに行き、リーチャーがサマンサを救う。
ハークネスは逮捕され、ターナーは元の部署に戻る。リーチャーはダイナーでサマンサに再会するも、母キャンディスとは互いに初対面であることが知れる。リーチャーは再びヒッチハイクで旅に出る。

## 登場人物
ジャック・リーチャー
演 - トム・クルーズ
元米軍憲兵隊捜査官。引退して、気ままに放浪生活をする。
スーザン・ターナー
演 - コビー・スマルダーズ
米軍憲兵隊の少佐。
アンソニー・エスピン
演 - オルディス・ホッジ
米軍憲兵隊大尉。ターナーの友人で仕事仲間。
サマンサ・ダットン
演 - ダニカ・ヤロシュ
15歳。売春婦の母と軍人の父を持つ。
モアクロフト
演 - ロバート・カトリーニ
大佐。ターナーの弁護役。
ジェームズ・ハークネス
演 - ロバート・ネッパー
将軍。

## キャスト
| 役名                       | 俳優                       | 日本語吹替 |
| -------------------------- | -------------------------- | --- |
| ジャック・リーチャー       | トム・クルーズ             | 森川智之 |
| スーザン・ターナー少佐     | コビー・スマルダーズ       | 本田貴子 |
| アンソニー・エスピン大尉   | オルディス・ホッジ         | 三宅健太 |
| サマンサ・ダットン         | ダニカ・ヤロシュ           | あんどうさくら |
| ハンター                   | パトリック・ヒューシンガー | 前田一世 |
| サム・モーガン大佐         | ホルト・マッキャラニー     | 山野井仁 |
| ジェームズ・ハークネス将軍 | ロバート・ネッパー         | 若本規夫 |
| モアクロフト大佐           | ロバート・カトリーニ       | |
| 役不明又はその他           |                            | 竹内夕己美 大西弘祐 田村真 寺依沙織 丸山智行 小林達也 真木駿一 今泉葉子 岡井カツノリ 石井綾 高宮彩織 宮本誉之 北島善紀 |

## Blu-ray/DVD
NBCユニバーサル・エンターテイメントジャパンよりBlu-ray DiscとDVDが発売。
- Blu-ray
  - ジャック・リーチャー NEVER GO BACK[4K ULTRA HD + Blu-rayセット]　品番：PJXF-1082　発売日：2017年4月12日
  - ジャック・リーチャー NEVER GO BACK　品番：PJXF-1110　発売日：2017年11月8日
- DVD
  - ジャック・リーチャー NEVER GO BACK　品番：PJBF-1224　発売日：2017年11月8日